# ريكاردو غارسيا (عازف قيثارة)
ريكاردو غارسيا هو عازف قيثارة ألماني، ولد في 27 يوليو 1971 في كولونيا في ألمانيا.

## وصلات خارجية
- الموقع الرسمي